# Bautista Kociubinski
Bautista Kociubinski (La Plata, Argentina; 26 de abril de 2001) es un futbolista argentino. Juega de mediocampista y su equipo actual es Montevideo City Torque de la Primera División de Uruguay, cedido desde Estudiantes de La Plata.

## Trayectoria
En mayo de 2017, fue citado por el entrenador Nelson Vivas para comenzar a entrenarse con el plantel de primera, a la edad de 16 años. Jugador salido de las inferiores del Club Estudiantes de La Plata, debutó en el primer equipo el 25 de septiembre de 2021 en el partido de Primera División, empatado 1-1 ante Platense.
En 2019 fue citado como sparring de la delegación del seleccionado argentino de futbol donde compartió campo de juego con jugadores de la talla de Lionel Messi. Dueño de una pegada excelente, convierte su primer gol en el empate 2 a 2 ante Colón en el cementerio de los elefantes, con un exquisito tiro libre.
En busca de minutos en campo, es cedido a préstamo a Aldosivi de Mar del Plata. Presentado en el club en julio de 2022, llega hasta diciembre de ese año, sin cargo y sin opción de compra. Por la fecha 7 de la Liga Profesional de Fútbol en su primer partido y a los 18 minutos del primer tiempo convierte en el triunfo parcial de Aldosivi sobre Defensa y Justicia.
A comienzos de la temporada 2023, es cedido en calidad de préstamo a Atlético Tucumán de la Primera División de Argentina, por el término de un año, sin cargo y sin opción de compra. El 17 de abril de 2023 convertiría el primer gol en el empate 2 a 2 ante Rosario Central. El 29 de julio de 2023 convirtió su segundo gol en el club.
En 2024 retorna a Estudiantes de La Plata para afrontar una temporada cargada de partidos. Allí integró el banco de suplentes de los equipos que obtuvieron la Copa de la Liga Profesional 2024 y el Trofeo de Campeones 2024.
En julio de 2025, es cedido por un año al Montevideo City Torque de la Primera División de Uruguay, sin cargo y con opción de compra.

## Clubes
| Club                            | País      | Año         |
| ------------------------------- | --------- | ----------- |
| Estudiantes de La Plata         | Argentina | 2021 - Act. |
| Aldosivi (cedido)               | Argentina | 2022        |
| Atlético Tucumán (cedido)       | Argentina | 2023        |
| Montevideo City Torque (cedido) | Uruguay   | 2025 - Act. |

## Estadísticas
- Actualizado hasta el 2 de mayo de 2025.

| Estudiantes de La Plata Argentina | 1.ª                 | 2021                | 10 | 0 | 0  | 0 | 0 | 0 | 10 | 0 |
| Estudiantes de La Plata Argentina | 1.ª                 | 2022                | 1  | 0 | 7  | 1 | 4 | 0 | 12 | 1 |
| Estudiantes de La Plata Argentina | 1.ª                 | 2024                | 10 | 0 | 3  | 0 | 0 | 0 | 13 | 0 |
| Estudiantes de La Plata Argentina | 1.ª                 | 2025                | 5  | 0 | 0  | 0 | 1 | 0 | 6  | 0 |
| Estudiantes de La Plata Argentina | Total club          | Total club          | 26 | 0 | 10 | 1 | 5 | 0 | 41 | 1 |
| Aldosivi Argentina | 1.ª                 | 2022                | 8  | 1 | 0  | 0 | — | — | 8  | 1 |
| Aldosivi Argentina | Total club          | Total club          | 8  | 1 | 0  | 0 | 0 | 0 | 8  | 1 |
| Atlético Tucumán Argentina | 1.ª                 | 2023                | 21 | 2 | 8  | 0 | 0 | 0 | 29 | 2 |
| Atlético Tucumán Argentina | Total club          | Total club          | 21 | 2 | 8  | 0 | 0 | 0 | 29 | 2 |
| Montevideo City Torque · Uruguay | 1.ª                 | 2025                | 0  | 0 | 0  | 0 | — | — | 0  | 0 |
| Montevideo City Torque · Uruguay | Total club          | Total club          | 0  | 0 | 0  | 0 | 0 | 0 | 0  | 0 |
| Total en su carrera | Total en su carrera | Total en su carrera | 55 | 3 | 18 | 1 | 5 | 0 | 78 | 4 |
| (1) Incluye Copa de la Liga Profesional, Copa Argentina y Supercopa Argentina. (2) Incluye Copa Sudamericana y Copa Libertadores. (3) Media de goles por encuentro. No incluye goles en partidos amistosos. |                     |                     |    |   |    |   |   |   |    |   |

## Palmarés

### Campeonatos nacionales
| Título              | Club                    | País      | Año  |
| ------------------- | ----------------------- | --------- | ---- |
| Copa de la Liga     | Estudiantes de La Plata | Argentina | 2024 |
| Trofeo de Campeones | Estudiantes de La Plata | Argentina | 2024 |